# Clinton (Indiana)
Clinton è una città della contea di Vermillion, Indiana, Stati Uniti. La popolazione era di 4 893 abitanti al censimento del 2010.

## Geografia fisica
Secondo l'Ufficio del censimento degli Stati Uniti, ha una superficie totale di 2,26 mi² (5,85 km²).

## Storia
La città fu fondata nel 1829 e prende il nome da DeWitt Clinton, che fu governatore dello stato di New York dal 1817 al 1823. Molti dei primi coloni di Clinton erano immigrati che lavoravano nelle miniere di carbone. La maggior parte degli immigrati erano italiani che cercavano guadagnarsi da vivere lavorando nelle miniere di carbone. Secondo i registri di naturalizzazione della contea di Vermillion: "...dal 1856 al 1952... la contea di Vermillion ha accolto quasi 3.550 nuovi abitanti nati all'estero, il maggior numero proveniente durante i primi dodici anni del XX secolo.
Gli italiani rappresentavano un terzo, o 1.178, di quelli almeno iscritti all'anagrafe, con gli austriaci il gruppo più grande successivo (675) e poi gli scozzesi. Almeno il 77 percento degli italiani proveniva dalle regioni settentrionali dell'Italia". Questo era in contrasto con la maggior parte degli immigrati italiani in America dal momento che molti provenivano dal Sud del Paese. Nel corso del tempo, l'industria mineraria del carbone di Clinton cadde in declino, ma molti dei coloni italiani si stabilirono a Clinton.
L'ufficio postale di Clinton è in funzione dal 1823. La Clinton Paving and Building Brick Company fu fondata nel 1893, quando produceva 40.000 mattoni al giorno. Il Clinton Downtown Historic District e l'Hill Crest Community Center sono elencati nel National Register of Historic Places.

## Società

### Evoluzione demografica
Secondo il censimento del 2010, la popolazione era di 4 893 abitanti.

### Etnie e minoranze straniere
Secondo il censimento del 2010, la composizione etnica della città era formata dal 97,5% di bianchi, lo 0,2% di afroamericani, lo 0,3% di nativi americani, lo 0,2% di asiatici, lo 0,0% di oceanici, lo 0,2% di altre razze, e l'1,5% di due o più razze. Ispanici o latinos di qualunque razza erano l'1,0% della popolazione.